# Mariquita, fille de Tabarin
Pour plus de détails, voir Fiche technique et Distribution.
Mariquita, fille de Tabarin est un film franco-espagnol réalisé par Jesús Franco, sorti en 1960.

## Fiche technique
- Titre français : Mariquita, fille de Tabarin
- Réalisation : Jesús Franco
- Scénario : Jesús Franco, Maria A. Spaltro, Ernesto Arancibia, Luis Lucas et José Gallardo
- Pays d'origine : Espagne - France
- Format : Couleurs - Mono
- Date de sortie : 1960

## Distribution
- Mikaela Wood  (VF : Joelle Janin) : Lolita
- Yves Massard  (VF : lui-même) : Fernando
- Juan Antonio Riquelme  (VF : Serge Lhorca) : Miguel
- Antonio Garisa  (VF : Jean Clarieux) : Tío
- Danielle Godet : Monique
- Lorenzo Robledo : un spectateur
- Alfredo Mayo  (VF : Gerard Férat) : Charles
- Dora Doll : Chanteuse française
- Soledad Miranda : Reine de Brandemburgo (non créditée)